# Charles Baïhaut
Charles Baïhaut, född den 2 april 1843 i Paris, död där den 26 mars 1917, var en fransk politiker.
Baïhaut verkade som civilingenjör i Bordeaux, då han 1877 valdes till ledamot av deputeradekammaren, där han ånyo fick plats vid valen 1881, 1885 och 1889 och där han slöt sig till partigruppen Union républicaine. Åren 1882–1885 var Baïhaut understatssekreterare i ministeriet för allmänna arbeten och januari–oktober 1886 chef för detta i Freycinets kabinett. För sin delaktighet i Panamaaffären, varvid han gjorde sig saker till besticklighet, dömdes han 1893 till fem års fängelse, 750 000 francs böter och återbärande av mottagna 375 000 francs. Baïhaut uppträdde sedermera som författare. Bland hans arbeten märks Impressions cellulaires. Mazas-Étampes-Sainte-Pélagie (1897).